# Trotok
Trotok is een bestuurslaag in het regentschap Klaten van de provincie Midden-Java, Indonesië. Trotok telt 1957 inwoners (volkstelling 2010).